# Allison Munn
Allison Munn (Columbia, 7 ottobre 1974) è un'attrice statunitense.

## Biografia
Allison Munn cresce a Columbia, nella Carolina del Sud. Il padre Russell Munn è un lobbista politico. Si diploma alla AC Flora High School e si laurea al College of Charleston. Si trasferisce quindi a New York dove ottiene un ruolo nel musical di Off-Broadway The Fantasticks.
Prende quindi parte a delle audizioni a Hollywood, che la portano a interpretare alcuni piccoli ruoli in film cinematografici. In particolare compare nel film drammatico White Oleander basato sull'omonimo romanzo di Janet Fitch, al fianco di Alison Lohman, Michelle Pfeiffer, Robin Wright e Renée Zellweger, e nella tragedia romantica Elizabethtown, al fianco di Orlando Bloom e Kirsten Dunst. Nel settembre 2003 ottiene uno dei ruoli per cui è maggiormente conosciuta, divenendo co-protagonista, a fianco di Amanda Bynes e Jennie Garth, della sitcom Le cose che amo di te. La Munn è rimasta fino alla fine dello show che si è concluso con la quarta stagione il 24 aprile 2006.
Nel 2014 la Munn ha iniziato a recitare al fianco di Brian Stepanek nella serie televisiva Nicky, Ricky, Dicky & Dawn nei panni di Anne Harper, madre dei quattro gemelli da cui prende il nome la serie.

## Vita privata
Nel 2004 Allison Munn inizia a frequentare il suo amico d'infanzia, Scott Holroyd, con il quale si fidanza a Parigi nel 2006 e si sposa il 17 novembre 2007 alla chiesa degli ugonotti francesi a Charleston in Carolina del Sud.

## Filmografia

### Cinema
- Local Boys, regia di Ron Moler (2002)
- White Oleander, regia di Peter Kosminsky (2002)
- Elizabethtown, regia di Cameron Crowe (2005)
- A Couple of Days and Nights, regia di Vaughn Verdi (2005)
- Farm Girl in New York, regia di J. Robert Spencer (2007)
- Il castello di vetro (The Glass Castle), regia di Destin Daniel Cretton (2017)

### Televisione
- L'incredibile Michael (Now and Again) – serie TV, episodi 1x07-1x20 (1999-2000)
- Law & Order - Unità vittime speciali (Law & Order: Special Victims Unit) – serie TV, episodio 1x12 (2000)
- That '70s Show – serie TV, 9 episodi (2001-2006)
- 2gether: The Series – serie TV, episodi 2x01-2x06 (2001)
- St. Sass, regia di Gerry Cohen – film TV (2002)
- Inside Schwartz – serie TV, episodio 1x09 (2002)
- JAG - Avvocati in divisa (JAG) – serie TV, episodio 7x14 (2002)
- Boston Public – serie TV, episodio 2x16 (2002)
- Sweet Potato Queens – film TV (2003)
- Streghe (Charmed) – serie TV, episodio 5x14 (2003)
- Le cose che amo di te (What I Like About You) – serie TV, 59 episodi (2003-2006)
- Carpoolers – serie TV, 12 episodi (2007-2008)
- One Tree Hill – serie TV, 20 episodi (2009-2012)
- Family Tools – serie TV, episodio 1x05 (2013)
- Dads – serie TV, episodio 1x04 (2013)
- Nicky, Ricky, Dicky & Dawn – serie TV, 84 episodi (2014-2018)
- Mamma in un istante (Instant Mom) – serie TV, episodio 2x05 (2015)
- C'è sempre il sole a Philadelphia (It's Always Sunny in Philadelphia) – serie TV, episodio 10x06 (2015)
- Lo show di Big Show (The Big Show Show) – serie TV, 8 episodi (2020-in corso)

## Doppiatrici italiane
- Ilaria Latini in Nicky, Ricky, Dicky & Dawn
- Perla Liberatori in Le cose che amo di te
- Valentina Framarin in Lo show di Big Show